# Гальван Рей, Серхио
Серхио Алехандро Гальван Рей (исп. Sergio Alejandro Galván Rey; род. 9 июня 1973, Консепсьон, Тукуман) — аргентинский футболист, нападающий, известный по выступлениям в чемпионате Колумбии. Лучший бомбардир чемпионата Колумбии за всю историю (224 гола).

## Биография
Окончил школу имени Уладислао Фриаса в родном городе, а затем — школу коммерции, где получил степень бакалавра. В детские годы занимался футболом под руководством тренера Петрелла.
Начинал взрослую карьеру в клубах низших дивизионов Аргентины. С клубом «Консепсьон» в 1992 и 1995 годах побеждал в Лиге провинции Тукуман, а с клубом «Депортиво Агиларес» в 1994 году стал победителем Примеры Б (третий дивизион Аргентины). Некоторое время выступал в дубле «Бока Хуниорс».
В начале 1996 года перешёл в колумбийский клуб «Онсе Кальдас» из Манисалеса, по рекомендации Альфонсо Нуньеса, видевшего его игру на родине. Дебютный матч за колумбийский клуб сыграл 28 января 1996 года против Санта-Фе (2:1). В последующие годы стал лидером атак своего клуба и одним из самых результативных игроков чемпионата Колумбии. В 1999 году стал лучшим бомбардиром чемпионата (26 голов), в 1998 году занял второе место (29 голов), в 2000 году — третье (20 голов), в 2001 году — четвёртое (23 гола), в турнире апертура 2003 года — четвёртое (10 голов). Его клуб был одним из сильнейших в стране, однако завоевал за этот период лишь один чемпионский титул — в 2003 году, а в 1998 году стал вторым. В 2004 году «Онсе Кальдас» стал обладателем Кубка Либертадорес, однако Гальван успел сыграть лишь один матч на ранних стадиях до своего отъезда в США. Всего за 9 лет форвард забил 171 гол за «Онсе Кальдас» — 160 в чемпионате Колумбии и 11 — в Кубке Либертадорес, является рекордсменом клуба по числу голов.
В апреле 2004 года перешёл в американский клуб «Метростарз». Дебютировал в МЛС 24 апреля 2004 года в игре против «Нью-Инглэнд Революшн». В первом сезоне выступил не слишком удачно — в 20 матчах забил 2 гола и отдал одну передачу. Следующий сезон провёл более результативно, начав с «дубля» в ворота «Канзас-Сити Уизардс» и помог клубу отыграться со счёта 0:2. В итоге в 2005 году забил во всех турнирах 8 голов, став третьим бомбардиром команды. Однако из-за высоких требований по зарплате клуб решил не продлевать с ним контракт.
В 2006 году перешёл в колумбийский «Атлетико Насьональ», где провёл четыре года. В турнире апертура 2006 года забил 11 голов, в том числе в матче против «Америка де Кали» 21 мая 2006 года отличился пять раз. В турнире апертура 2007 года стал лучшим бомбардиром, забив 13 голов. Всего за четыре сезона забил 53 гола и стал со своим клубом двукратным чемпионом Колумбии — в турнирах апертура и клаузура 2007 года.
В конце карьеры играл за колумбийские клубы «Америка» (Кали) и «Индепендьенте Санта-Фе». 25 апреля 2010 года побил бывший рекорд результативности чемпионатов Колумбии, принадлежавший Ивану Валенсиано — 217 голов. К концу карьеры довёл свой рекорд до 224 голов.
Помимо родного аргентинского гражданства, получил в 2003 году гражданство Колумбии после брака с жительницей Манисалеса Марселой Вильегас. Рассматривался вопрос о выступлении Гальвана за сборную Колумбии, однако он за неё так и не сыграл.
Носил прозвище «El rey del gol» («Король голов»), что обыгрывало его материнскую фамилию.

## Достижения
- Чемпион Колумбии: 2003-I, 2007-I, 2007-II
- Лучший бомбардир чемпионата Колумбии: 1999 (26 голов), 2007-I (13 голов)
- Лучший бомбардир чемпионата Колумбии за всю историю: 224 гола
- Лучший бомбардир ФК «Онсе Кальдас» за всю историю: 171 гол